# 伊本·胡尔达兹比赫
伊本·胡尔达兹比赫（：‎，820年—912年）波斯地理学家。曾任阿巴斯王朝杰贝勒省的邮政、情报长官，是哈里发穆阿台米德的挚友。

## 作品
伊本·胡尔达兹比赫至少撰写过九部书，其中最著名的是《道里邦国志》（阿拉伯语：‎；Kitāb al-Masālik w'al- Mamālik），该书记述的地域甚广，是研究当时东西方交通的重要史料。